# Palacio Wilson
El palacio Wilson es una gran edificación construida a mediados del siglo XIX, ubicada en Proctor (Vermont), Estados Unidos. Fue construida en 1867, en una mezcla de estilos arquitectónicos del siglo XIX como neorenacentista holandés, escocés y renacimiento románico. Por lo menos cinco generaciones de la familia Wilson han vivido en la casa desde 1939. El palacio fue abierto al público a comienzos de la década de los años 1960. Parte de la edificación es propiedad de la Fundación Wilson, Inc., una organización sin fines de lucro.

## Historia
La casa fue construida por John Johnson, un médico, y su esposa. La planificación y construcción de la casa se prolongó durante casi ocho años, y tuvo un costo de $ 1 300 000. Johnson conoció a su esposa en Inglaterra, mientras estudiaba medicina, y utilizó al menos dos arquitectos ingleses en el diseño de la casa. La familia Johnson se mantuvo por poco tiempo. El castillo fue recuperado cuando la señora Johnson murió, y el doctor Johnson fue incapaz de pagar los impuestos y el mantenimiento. Antigüedades y objetos de valor fueron subastados o tomados por los trabajadores no remunerados, y los lugareños comenzaron a nombrar el castillo "La locura de Johnson". Desde 1880 hasta 1939, la propiedad cambió de propietarios hasta en cuatro ocasiones.

## Características
El castillo cuenta con 0,47 kilómetros cuadrados, está conformado por 32 habitaciones, repartidos en 3 pisos. Su fachada es de ladrillo y mármol francés-inglés con 19 arcos del proscenio, 84 vidrieras, 2 torres y un balcón. En su interior cuenta con 13 chimeneas con acabados azulejos, todos importados. El castillo incluye antigüedades de Asia y Europa, estatuas, manuscritos chinos y alfombras orientales. La propiedad también cuenta con un invernadero y un aviario.